# 威廉·格雷戈尔
威廉·格雷戈尔（William Gregor，1761年12月25日—1817年6月11日），英国神职人员，矿物学家。1791年，威廉·格雷戈尔於一種鐵礦石中发现元素钛，但未能成功分離之，並因此將其取名為「梅納辛」，意為威脅與禍事臨頭。1795年，馬丁·克拉普羅特在研究金紅石的時候，也發現了該元素，他並將其命名為「鈦」，意思是泰坦巨人的元素。直到1797年，化學界才普遍確認二人發現的是同一種元素，並採用克拉普羅特的命名。

## 生平
威廉·格雷戈尔生于康沃尔郡特雷沃坦尼克。1784年，毕业于剑桥大学圣约翰学院。1817年，因结核病在康沃爾郡克里德去世。